# Ильвовский, Александр Миронович
Александр Миронович Ильвовский (22 марта 1905 — 16 августа 1978, Тверь, СССР) — советский режиссёр, актёр, заслуженный деятель искусств РСФСР (1963), народный артист РСФСР (1970).

## Биография
Ильвовский родился 22 марта 1905 года в большой семье, где было пятеро детей. Начал учиться на юриста, но бросил и поступил в Симферопольский театральный техникум, который окончил в 1924 году. 1926—1927 годы — актёр Тверского драматического театра. С 1950 — режиссёр, с 1951 — главный режиссёр, а с 1960 — директор Калининского театра кукол, где поставил более сотни спектаклей.
С 1958 года — член Президиума Международного союза деятелей театра кукол. Был депутатом Калинского горсовета.
Умер 16 августа 1978 года на 74-м году жизни в Твери. Похоронен в Твери на Дмитрово-Черкасском кладбище.

## Семья
- Жена — народная артистка РСФСР Антонина Вольская (1906—1993).
  - Дочь — Марина.